# نايلة الخاجة
نايلة الخاجة (7 مارس 1978 -)، هي مخرجة وكاتبة سيناريو إماراتية. لمع اسمها في عالم السينما العربية كونها أول إماراتية تخوض مجال صناعة الأفلام. تناولت مواضيع وقضايا إنسانية، اجتماعية مثيرة للجدل في مجتمعها. لكنها تميزت بإصرارها على العمل وجرأتها في التعبير من خلال الوثائق التي أعدّتها.
رسخت عدسة آلة التصوير في خدمة الإنسانية قبل ا لإحتراف. فالتصوير بالنسبة لها، رسالة قبل أن يكون مهنة.
تحب الرسم، وبدأت بالرسم بالزيت على قماش الكنفا. بعد ذلك، افتتحت معرض فني، وهذا الأمر لا يعرفه الكثير من الأشخاص. وكان تخصصي الفنون الجميلة. دخلت عالم الفن السابع، السينما، عندما كنت في الواحدة والعشرين من العمر.

## بداياتها
حازت على شهادة في الاتصال الجماهيري عام 1999، من كلية دبي للطالبات. عام 2005، تخرجت من جامعة رايرسون الكندية، في مجال الإخراج وصناعة الأفلام.
لدى عودتها إلى دبي، قامت بإنتاج فيلمها الوثائقي الأول، «كشف النقاب عن دبي» (2004)، الذي أطلقه وزير التعليم العالي في دولة الإمارات العربية المتحدة، لأول مرة في مهرجان دبي السينمائي الدولي.
نايلة: "كانت  العائلة متخوفة في البداية، كون هذا المجال يضم الكثير من الخطوط المحظورة وهو جديد للمرأة. ولم يكن أمامهم أمثلة حية قبلي تساعدهم على تصور الإنجازات الممكنة، وكان هناك تحفظ طبعاً باعتبار أنني أدخل في أجواء الفن والتمثيل والحفلات، ولكن بعد مرور السنين رأوا أن المادة التي أقدمها لا تحمل الكثير من علامات الإستفهام. "

## السيرة الفنية
قامت نايلة سنة 2005، بتأسيس شركة إنتاج سينمائي خاصة بها: «D-SEVEN الصور المتحركة» وهو مشروع مشترك مع شركات مثل «كانون» ووزارة الثقافة وتنمية المجتمع لتعزيز صناعة الأفلام المستقلة.
أثار فيلمها الأول بعنوان "Arabana" الجدل إذ تناول موضوعاً حساساً وهو الاعتداء على الأطفال (2006). دار موضوع فيلمها الثاني، بعنوان "Once"، عن فتاة في الثامنة عشرة من عمرها، تخرج في موعدها الأول في دبي، ويتم استهدافها (2009). سنة 2010، أنتجت فيلمها الثالث «ملل» عن الزواج والحياة المشتركة.
تحضر المخرجة لفيلم جديد مستوحى من قصة حقيقية حدثت في دولة الإمارات العربية المتحدة خلال الستينات، عن فتاة صغيرة تضيع في الصحراء. إذا سارت الامور وفقا للخطة، يجب بدء التصوير في ديسمبر/ كانون الأول عام 2012 والبرنامج النصي يجب أن يكون جاهزًا بحلول آذار/مارس من العام المقبل.

## الأسلوب الفني
يبرز أسلوب نايلة الخاجة الفني بوضوح من خلال قدرتها على دمج عناصر إبداعية متعددة وإبراز قضايا اجتماعية وإنسانية بطريقة مميزة وفريدة. تعدّ الخاجة من رواد السينما الإماراتية، حيث أسهمت بفضل أسلوبها الفني في تعزيز مكانة السينما العربية على الساحة العالمية.
الأسلوب السردي والبصري:
نايلة الخاجة تتميز بأسلوب سردي قوي يركز على إبراز القضايا الاجتماعية والإنسانية الجريئة. تُعرف باستخدامها المكثف للغة البصرية للتعبير عن أفكارها ومشاعرها، مما يجعل أفلامها تجذب الانتباه وتعبر عن الواقع بطرق مبتكرة. في أفلامها مثل "الجارة"، و"الظل"، و"عربانة"، استخدمت الخاجة تقنيات بصرية لافتة لخلق تأثير بصري يبرز الجوانب العاطفية والفكرية في أعمالها.
الجرأة في الطرح:
تعكس أفلام نايلة الخاجة جرأتها في طرح قضايا اجتماعية حساسة وأهمية تسليط الضوء على جوانب الحياة في المجتمع الإماراتي. فهي لا تتردد في تناول موضوعات مثل التفاوت بين الجنسين، والمشاكل الاجتماعية، والضغوط النفسية، مما يجعل أعمالها تعكس الواقع بطريقة صادقة وقوية.
التكامل بين الفن والتجارة:
تؤمن الخاجة بأن الأفلام يجب أن تكون فنية وتجارية في الوقت ذاته. هذا التوجه يظهر بوضوح في فيلمها الروائي الطويل "ثلاثة"، الذي حقق نجاحًا كبيرًا، وجذب اهتمام النقاد والجمهور على حد سواء. تسعى الخاجة إلى تحقيق توازن بين الجودة الفنية والأداء التجاري لزيادة تأثير أفلامها وجذب جمهور عالمي.
التطوير والتأثير:
أسلوبها في الإخراج لا يقتصر على تقديم قصص إنسانية فحسب، بل يشمل أيضًا تطوير وتعزيز مكانة السينما الإماراتية. فقد لعبت دورًا هامًا في تشجيع المواهب النسائية في مجال الإخراج وكسر الصور النمطية عن المرأة العربية في السينما. كما أسهمت في دفع صناعة السينما المحلية نحو العالمية، مما ألهم جيلًا جديدًا من صانعي الأفلام في الإمارات.